# Jamie Peet
Jamie Peet (* 1991) ist ein niederländischer Jazzmusiker (Schlagzeug).
Peet lebt in Amsterdam und begann bereits im Alter von 5 Jahren auf dem Schlagzeug spielen. 2011 holte ihn Ernst Glerum in seine Band Glerum Omnibus, mit der er zwei Alben veröffentlichte. Mit Katharina Thomsen gehörte er zu Windkracht 7, mit der 2014 das Album Drifts entstand. Seit 2016 gehört er zum Quartett und Trio von Jasper van’t Hof, mit dem er das Album No Hard Shoulder einspielte. Auch bildete er ein Duo mit dem Keyboarder Niels Broos. Er spielte mit Kris Bowers, Gregory Porter, Ramón Valle, Lars Dietrich, Tineke Postma, Dominic J. Marshall, Tijn Wybenga, Pete Philly und anderen.